# Tiensuj
Tiensuj (egyszerűsített kínai írással: 天水, pinjin: Tiānshuǐ) prefektúra szintű város Kínában, Kanszu tartományban. Lakosainak száma 2 984 659 fő (2020).

## Népesség
| 2010 | 3 262 549 |
| 2020 | 2 984 659 |

## Testvérvárosok
- Bendigo